# Semiramisia karsteniana
Semiramisia karsteniana är en ljungväxtart som beskrevs av Johann Friedrich Klotzsch. Semiramisia karsteniana ingår i släktet Semiramisia och familjen ljungväxter. Inga underarter finns listade i Catalogue of Life.